# Mohandessin

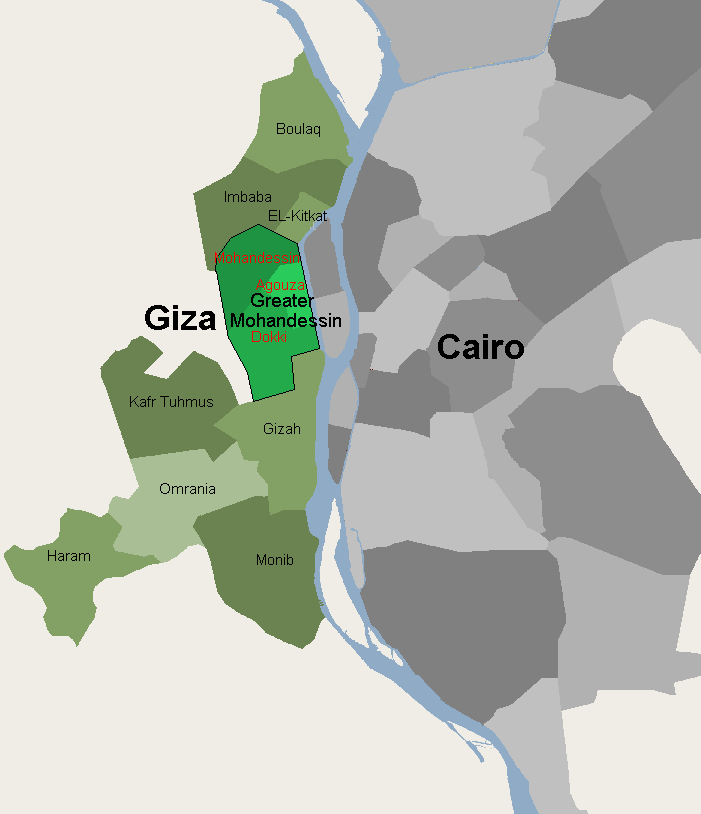
Karta över Mohandessin

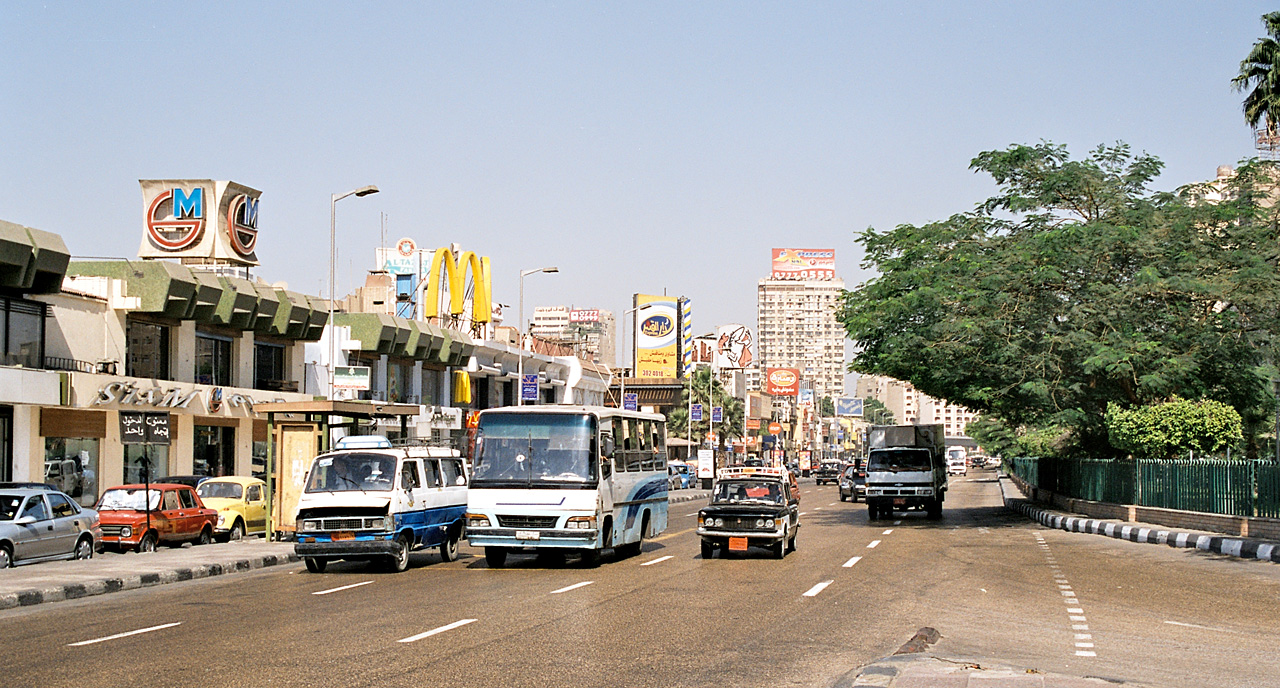
Arabförbundets boulevard

Mohandessin (arabiska: المهندسين), är ett framstående stadsdel i Giza som utgör en del av distrikten (kism) Agouza, Dokki och Kerdasa och är sammanvuxet med Kairo på den västra sidan av Nilen. Namnet betyder bokstavligen ingenjörerna på arabiska, beroende på att egyptiska ingenjörer ursprungligen kunde köpa mark och bostäder i området till ett lägre pris. Det finns liknande områden i Mohandessin för andra yrken: Sahafeyeen (journalister), mo'alemeen (lärare) och ateba'a (doktorer).

## Historia
Mohandessin bygges under tidigt 1950-tal. Det byggdes på jordbruksmark och var ett gigantiskt område med villor, and herrgårdar. Befolkning steg dock drastiskt under 1970-talet och det villa-samhället förvandlades snabbt till tättbefolkat hyreshus-område.
Under de senaste 10 åren har Mohandessin blivit ett av de dyraste områdena för bostäder och fastigheter i Kairo med kringområden.

## Idag
En av huvudgatorna i området är Game'et el Duwal el Arabya (Arabförbundets boulevard).
De huvudsakliga shoppingcentra i Mohandessin är Sour Nadi el Zamalik, ett populärt ställe för turister från arabländerna samt Platinum Mall.
Området innefattar dessutom flera sportklubbar, inklusive Zamalek SC, Tersana och The Shooting Club.
Området har snabbt blivit ett kommersiellt affärscentrum och folk flyttar numera ut till förorterna för att för lite lugnare miljö.

## Livsstil
Då Mohandessin inte har några monument och historiska byggnader av betydelse så frodas området som det ledande distriktet av affärer, restauranger och kaféer. De flesta internationella franchise finns representerade, distriktet är dessutom platsen för ett flertal utländska ambassader.
Arabförbundets boulevard i centrala Mohandessin är ansedd som Kairos nöjescentrum tillsammans med Pyramid-området. Båda lockar turister främst från länder runt Persiska viken. 
Mohandessin har en befolkning med en mångfald kulturer och har därmed ett flertal moskéer och kyrkor. Muslimerna är i majoritet och ett antal berömda moskéer finns i området, såsom Chazliya moskén, Mostafa Mahmoud moskén och Tarik Ibn-Al Walid moskén.